# Brühl (Familienname)
Brühl ist ein deutscher Familienname.

## Namensträger
- Albert Brühl (* 1964), deutscher Pflegewissenschaftler
- Albert Christian Heinrich von Brühl (1743–1792), preußischer Offizier und Diplomat
- Albrecht Brühl (* 1951), deutscher Rechtswissenschaftler
- Alfred von Brühl (1862–1922), deutscher Jagdmaler der Düsseldorfer Schule
- Alfred Brühl (1920–2010), deutscher Maler
- Alois Friedrich von Brühl (1739–1793), deutscher Theaterschriftsteller
- Carl von Brühl (1772–1837), königlich-preußischer Wirklicher Geheimer Rat und General-Intendant der königlichen Schauspiele in Berlin
- Carl Adolph von Brühl (1742–1802), preußischer General der Kavallerie
- Carl Bernhard Brühl (1820–1899), österreichischer Mediziner und Zoologe, Hochschullehrer, Volksbildner und Frauenrechtler
- Carlrichard Brühl (1925–1997), deutscher Historiker
- Christina von Brühl (1756–1816), Schriftstellerin und Gartenarchitektin
- Christine von Brühl (* 1962), deutsche Autorin und Journalistin
- Daniel Brühl (* 1978), deutscher Filmschauspieler
- Dietrich von Brühl (1925–2010), deutscher Diplomat
- Elisabeth Young-Bruehl (1946–2011), US-amerikanische Psychotherapeutin
- Eva Brühl (* 1971), deutsche Polospielerin
- Franz von Brühl (1852–1928), deutscher Verwaltungsjurist und Landrat
- Friedrich von Brühl (Friedrich Wilhelm von Brühl; 1791–1859), deutscher Generalleutnant
- Friedrich August von Brühl (1791–1856), deutscher Politiker
- Friedrich-August von Brühl (1913–1981), deutscher Offizier
- Friedrich-Franz von Brühl (1848–1911), deutscher Politiker
- Friedrich-Joseph von Brühl (1875–1949), deutscher Rittergutsbesitzer und Politiker
- Friedrich Leopold Graf von Brühl (* 1944), deutscher Politiker (CDU), Bürgermeister von Werl
- Friedrich Stephan von Brühl (1819–1893), deutscher Politiker
- Friedrich Wilhelm von Brühl (1699–1760), deutscher Landeshauptmann
- Fritz Brühl (1909–1982), deutscher Journalist und Volkswirt
- Georg Brühl (1931–2009), deutscher Museologe, Kunstwissenschaftler, Publizist und Kunstsammler
- Gustav Brühl (Autor) (1826–1903), deutscher Arzt, Dichter, Archäologe und Jurist
- Gustav Brühl (Mediziner) (1871–1939), deutscher Arzt
- Hanno Brühl (1937–2010), deutscher TV-Regisseur
- Hanns Moritz von Brühl (1746–1811), sächsischer Adliger, Übersetzer und Zeichner
- Hans Brühl (Architekt), deutscher Architekt
- Hans Brühl (1901–1990), deutscher Schriftsteller, siehe Martin Kessel

- Hans Moritz von Brühl (Oberhofmarschall) (1665–1727), deutscher Hofbeamter
- Hans Moritz von Brühl (General) (1693–1755), deutscher Beamter und General der Kavallerie
- Hans Moritz von Brühl (Astronom) (1736–1809), deutscher Diplomat, Astronom und Schachspieler
- Han(n)s Moritz von Brühl (1746–1811), deutscher Adliger, Rittergutsbesitzer, Übersetzer und Zeichner

- Heidi Brühl (1942–1991), deutsche Schauspielerin, Sängerin und Entertainerin
- Heinrich von Brühl (1700–1763), kurfürstlich-sächsischer und königlich-polnischer Premierminister
- Heinrich Adolph von Brühl (1744–1778), kursächsischer Kammerherr
- Heinrich Ludwig von Brühl (1768–1833), kursächsischer Kammerrat des Stifts Merseburg
- Helmut Müller-Brühl (1933–2012), deutscher Dirigent
- Johann Adolph von Brühl (1695–1742), königlich-polnischer und kurfürstlich-sächsischer Stallmeister und Kammerherr
- Johann August Moritz Brühl (1819–1877), deutscher Journalist, Schriftsteller und Übersetzer
- Johann Benjamin Brühl (1691–1763), deutscher Kupferstecher und Notenstecher
- Johann Heinrich Brühl (1760–1831), deutscher Priester und Dechant
- Johann Wilhelm Christian Brühl (1757–1806), deutscher Mediziner und Hochschullehrer
- Julius Wilhelm Brühl (1850–1911), Chemiker
- Karl von Brühl-Renard (1853–1923), Graf von Seifersdorf
- Ludwig Brühl (1870–nach 1934), deutscher Mediziner und Museumskustode
- Marcus Brühl (1975–2015), deutscher Autor und Lyriker
- Paul Brühl (1876–1950), deutscher Politiker
- Paul Johannes Brühl (1855–1935), deutscher Botaniker
- Peter Brühl (1932–2016), deutscher Arzt, Urologe und Autor
- Reinhard Brühl (1924–2018), deutscher Militärhistoriker und Generalmajor
- Ruth Brühl (Ruth Gellissen; * 1927), deutsche Schriftstellerin
- Tanja Brühl (* 1969), deutsche Politikwissenschaftlerin
- Thierry Bruehl (* 1968), deutsch-französischer Theater- und Musiktheaterregisseur
- Walther Brühl (1894–1986), deutscher Politiker (GB/BHE)
- Wilhelm von Brühl (1788–1867), preußischer Generalleutnant